# 뱃 인플루언스
《뱃 인플루언스》(영어: Bad Influence)는 미국에서 제작된 커티스 핸슨 감독의 1990년 심리 스릴러 영화이다. 롭 로, 제임스 스페이더 등이 출연하였고, 스티브 티시 등이 제작에 참여하였다.

## 줄거리
소심한 여피 마이클은 술집에서 우연히 자신을 구해준 앨릭스와 어울리게 되면서 자신을 힘들게 하던 직장 동료와 약혼자 문제를 해결하고 승진까지 성공한다. 앨릭스는 점차 마이클을 무정부적이고 공격적인 쾌락주의의 삶으로 이끈다. 
정신을 차린 마이클이 앨릭스를 끊어내려고 하자 앨릭스는 클레어라는 여성을 죽인 뒤 그 죄를 마이클에게 뒤집어 씌우려 하는데...

## 출연
- 롭 로 - 앨릭스 역
- 제임스 스페이더 - 마이클 볼 역
- 리사 제인 - 클레어 역
- 크리스천 클레먼슨 - 피즈모 볼, 마이클의 형 역
- 마샤 크로스 - 루스 필딩, 마이클의 약혼자 역
- 캐슬린 윌호이트 - 레슬리 역
- 그랜드 L. 부시 - 바텐더 역
- 데이비드 듀코브니 - 안경 쓴 클럽 손님 역
- 존 더랜시 - 하워드 역
- 릴리안 쇼빈 - 미술관 후원자 역
- 제프 케이크 - 윌리 역
- 토니 매지오 - 패터슨 역
- 로절린 랜더
- 서니 스미스

## 기타 제작진
- 공동 제작: 버니 골드먼
- 라인 제작: 아야 러벙카
- 배역: 리사 비치
- 미술: 론 포먼
- 의상: 멀리사 대니얼